# Delofamilia
delofamilia（デロファミリア）とは、日本のバンドである。2007年に始動。

## メンバー
- NAOTO
- Rie fu

## 概要
2007年にORANGE RANGEのギタリスト兼リーダーのNAOTO (naotohiroyama) が自身のソロプロジェクトとして活動を開始し、同年12月5日に信近エリやAIR（現・車谷浩司）をボーカリストに迎えたスタジオ・アルバム『quiet life』でデビュー。バンドのオフィシャルサイト及びXのプロフィールには「音楽、カルチャー、人、場所、自然、日常の様々な刺激からなる音をボーダーレスに展開」と記されている。
2作目のスタジオ・アルバム『eddy』（2009年4月8日）のボーカリストにはRie fuが参加し、この参加をきっかけに3作目のスタジオ・アルバム『Spaces in Queue』（2011年10月5日）からRie fuがdelofamiliaに加入し、以降はこの2人で活動を展開。

### バンド名
「delofamilia」というバンド名は、「delo」と「familia」を合わせた造語であり、NAOTOと名乗るのが恥ずかしいという理由で付けられた、意味を持たない名前である。「delo」は全く意味がなく響きを気に入って付けたもので、「familia」は「ファミリー」の意味合いから付けたものである。

## 活動歴
- 2007年
  - 12月5日に、1stアルバム『quiet life』をリリース。
  - 12月12日に、LIQUIDROOMにて、1stアルバム『quiet life』のリリースパーティーを行った。delofamiliaのステージでは、サポートメンバーとしてORANGE RANGEのYOH、サポートドラムの桜井正宏、ホイフェスタのコーヘー、沖縄から映像VJ LOVE UPOPO LABOなどが途中から参加となった。
- 2009年
  - 2月5日、東京オペラシティコンサートホールで｢adidas Originals by Originals Presents delofamilia concert at Opera City Concert Hall｣を開催｡
  - 2月25日に、デザイナー倉石一樹監修によるコンセプトアルバム「One by One kzk sound track fromadidas originals by originals」に参加。
  - 4月8日、2ndアルバム『eddy』を発売。さらに、6月5日から2ndアルバムを引っ提げたツアーを行った。
- 2011年10月5日、正式メンバーにRie fuを迎え、3rdアルバム『Spaces in Queue』を発売。さらに、10月8日から3rdアルバムを引っ提げたツアーを敢行。
- 2013年3月13日、4thアルバム『archeologic』を発売。4月9日から4thアルバムを引っ提げたツアーを敢行。
- 2014年6月11日、5thアルバム『Carry on Your Youth』を発売。6月22日から全国5ヵ所でトリオ編成によるプライベイトなツアーを開催、9月に5thアルバムを引っ提げたツアーを行った。
- 2017年11月1日、6thアルバム『filament/fuse』をSPEEDSTAR RECORDSより発売。

## ディスコグラフィ

### アルバム
|     | 発売日        | タイトル            | 規格      | 生産番号              |
| 1st | 2007年12月5日 | quiet life          | CD+DVD CD | SRCL-6671/2 SRCL-6673 |
| 2nd | 2009年4月8日  | eddy                | CD+DVD CD | SRCL-6987/8 SRCL-6989 |
| 3rd | 2011年10月5日 | Spaces in Queue     | CD        | TRCP-85               |
| 4th | 2013年3月13日 | archeologic         | CD        | TRCP-105              |
| 5th | 2014年6月11日 | Carry on Your Youth | CD        | SELC-1003             |
| 6th | 2017年11月1日 | filament/fuse       | CD        | VICL-64867            |